# Vittorio Lanzani
Vittorio Lanzani (ur. 14 czerwca 1951 w Marcignago) – włoski duchowny katolicki, biskup, sekretarz Fabryki Świętego Piotra.

## Życiorys
Po ukończeniu seminarium duchownego w Pawii, 3 kwietnia 1976 otrzymał święcenia kapłańskie.

## Episkopat
17 listopada 2001 został mianowany przez papieża Jana Pawła II sekretarzem Fabryki Świętego Piotra oraz biskupem tytularnym diecezji Labicum. Sakry biskupiej udzielił mu 6 stycznia 2002 sam papież.
Od 22 lipca 2013 jest delegatem papieskim przy patriarchalnej bazylice św. Antoniego w Padwie.